# Katarzia
Katarzia, vlastním jménem Katarína Kubošiová (* 9. února 1989, Nitra), je umělkyně, zpěvačka, písničkářka a hudební producentka žijící v Praze. Její hudba se pohybuje v různých žánrech, spojují ji texty zabývající se vztahy a společenskými tématy. Spolupracuje s producenty z experimentální hudební scény,  Jonatánem Pastirčákem, Oliverem Torrem a Aid Kidem.
Nejdříve hrávala jenom s kytarou, několik let se její koncerty pohybovaly převážně v elektronické sféře. Od roku 2023 opět hraje s akustickými nástroji a živou kapelou.

## Život
Katarzia vystudovala filmovou scenáristiku a dramaturgii na Vysoké škole múzických umění v Bratislavě.
Vydala 6 alb (Generácia Y, Agnostika, Antigona, Celibát, n5, Šťastné dieťa).
V roce 2018 napsala texty a spolu s Jonatánem Pastirčákem hudbu k představení Antigona pro Slovenské národní divadlo, za kterou získali divadelní cenu Dosky za nejlepší hudbu roku 2018 a cenu Tatra Banky za umění 2018.
V roce 2021 složila hudbu k TV sérii Pozadí událostí pro Českou televizi v režii Jana Hřebejka, v lednu 2023 hudbu k představení Koncert na želanie pro SND v režii Kamily Polívkové. Ve stejném období složila hudbu k celovečenímu dokumentu Moje nová tvář v režii Jarmily Štukové.
Spolupráce s producentem a skladatelem Jonatánem Pastirčákem výrazně ovlivnila její hudební styl i způsob zpěvu. Její pozdější spolupráce s experimentálním sound designérem a umělcem Oliverem Torrem začala během pandemie covidu-19, kdy se spřátelili po vystoupení v Divadle Archa v laserové show iniciované legendárním světelným designérem Davidem Vrbíkem. Své páté album n5 složila v Abletonu a požádala Olivera, aby ho posunul na jemu blízkou planetu ASMR sound-designu a progresivního mixování. 
Pro živá vystoupení k tomuto albu se spolu s Oliverem Torrem vrací ke spolupráci s Jonatánem Pastirčákem a dalším českým umělcem a producentem Aid Kidem a odehrávají několik koncertů postavených na elektronickém zvuku a light-designu. Ten navrhovala scénografka a techno light-designerka Tereza Bartůňková, později se k nim přidává i designér z pražské elektronické klubové scény Tomáš Košťák.
V roce 2023 se Katarzia albem Šťastné dieťa vrací k akustickému zvuku jazzové kapely, aby podtrhla její charakteristický  smysl pro analýzu vztahů. Katarzia se zapojuje do různých druhů aktivismu, podporuje všechny druhy svobody, bojuje za práva žen, feminismus a ráda vyjadřuje podporu LGBTQ+ komunitě. Její účast na RBMA Berlin 2018 jako jedné z absolventek ji přivedla k vystoupení na festivalech Sonar Barcelona, Ment Ljubljana nebo klubu Nu Blu v New Yorku.
Od roku 2015 bydlí v Praze.

## Diskografie
- Generácia Y, 2013, Slnko records
- Agnostika, 2016, Slnko records
- Antigona, 2018, Slnko records
- Celibát, 2020, Slnko records
- n5, 2021, self-released
- Šťastné dieťa, 2023, Animal Music

Na album coverů Davida Kollera David Koller & Friends (2016) nahrála píseň Záchranár. Složila a nazpívala ústřední píseň filmu Pátá loď (2017) Kde sa slzy berú. Zároveň se podílela svou částí na skladbě Role X od skupiny PSH, která byla vydána na albu Debut v roce 2019. Spolu s Vladimirem 518 napsala titulní skladbu k filmu Bod obnovy.